# Glee: The Music, Journey to Regionals
Glee: The Music, Journey to Regionals è un EP pubblicato dal cast della serie TV musicale statunitense Glee.
Il disco, uscito nel giugno 2010, contiene sei cover tratte dall'episodio della prima stagione Journey to Regionals, dedicato al gruppo rock dei Journey.

## Tracce
1. Faithfully – 4:35
2. Any Way You Want It/Lovin' Touchin' Squeezin – 3:09
3. Don't Stop Believin' (Regionals version) – 3:43
4. Bohemian Rhapsody (feat. Jonathan Groff) – 5:57
5. To Sir with Love – 2:43
6. Over the Rainbow – 2:31

## Formazione
- Dianna Agron
- Chris Colfer
- Jonathan Groff
- Jane Lynch
- Jayma Mays
- Kevin McHale
- Lea Michele
- Cory Monteith
- Matthew Morrison
- Amber Riley
- Naya Rivera
- Mark Salling
- Jenna Ushkowitz

## Classifiche
| Classifica (2010) | Posizione raggiunta |
| ----------------- | ------------------- |
| Australia         | 1                   |
| Canada            | 1                   |
| Regno Unito       | 3                   |
| Stati Uniti       | 1                   |